# 日本沈没2020
『日本沈没2020』（にほんちんぼつ にーぜろにーぜろ）は、小松左京によるSF小説『日本沈没』を原作とする日本のWebアニメ、およびメディアミックス作品。

## 概要
未曾有の大災害に見舞われた2020年東京オリンピック閉会直後の日本を舞台に、国家の海没・消失という国難を民間人の視点から描いたWebアニメ。2020年7月9日 (JST) よりインターネット動画配信サービスNetflixにて全世界配信がされているほか、同年11月13日には再編集版である映画『日本沈没2020 劇場編集版-シズマヌキボウ-』が公開された。
小説『日本沈没』を原作とする初のアニメーション作品ではあるものの、主に学者や政府を主役としていた原作に対し、本作では一般家族が主人公とされており、災害を初めとする危機に翻弄される姿がメインに描かれている。その他、舞台設定なども多くが本作独自のものとなっており、従来作との共通点はごく一部に限られている。
また、原作の英題名であるJAPAN SINKSを初めて冠した映像作品である。
キャッチコピーは『それでも人は、前を向く』（配信版）、『見届けろ。そのとき、希望は沈まない。』（劇場編集版）。

## ストーリー
2020年9月、一大国家事業である東京オリンピックを終えたばかりの日本を巨大地震が襲った。都内に住む中学3年生の武藤歩は、ある陸上競技場の更衣室で被災し、足首に傷を負いながらもなんとか脱出するも、東京の景色は一変していた。繋がらない電話、倒壊した自宅、混乱を極める避難所。家族の安否すら分からない状況に足が止まる歩であったが、ふと見上げた先にイルミネーションで飾られた裏山を見つける。それが照明技師である父・武藤航一郎によるものだと確信した歩は、最後の力を振り絞って裏山を駆け上がり、無事父と再会する。光り輝く裏山は即席の避難場所として機能し、時間が経つにつれ避難者が集まってきた。その中には、弟の武藤剛、近所に住む三浦七海、陸上の先輩だった古賀春生、そしてフィリピン人で帰国したばかりの母・武藤マリの姿もあった。
翌日、大きな爆発音に目が覚めた一行は、SNSや海外メディアからの情報、そして人気ユーチューバーKITEが投稿した「沖縄沈没」の動画から、ある疑惑にたどり着く。それは、この日本列島が沈みつつあるという衝撃的なものであった。その証拠と言わんばかりに裏山の麓には水が押し寄せ、孤立する危険を感じた人々は移動を開始する。武藤家、七海、春生の6人は単独で西へと向かい旅を続けるも、沈みつつある日本列島は彼らに容赦無く牙を剥く。別れと出会い、生と死を繰り返すその先で、歩と剛の姉弟は何を見るのか。

## 登場人物
武藤歩
声 - 上田麗奈
中学3年生で陸上部員。未来のオリンピック代表候補として将来を期待されているが、思春期ということもあり特に母親にきつくあたることが多い。
武藤剛
声 - 村中知
小学2年生。ゲーム好きでEスポーツでオリンピックを夢見る。エストニアへの移住を希望している。ゲーム仲間との交流で英語をある程度話せるようになったが、運動は苦手。
武藤マリ
声 - 佐々木優子
歩と剛の母親。フィリピン出身で、結婚後も国籍はそのまま。明るく何事も前向きに考える性格。元水泳選手。
武藤航一郎
声 - てらそままさき
歩と剛の父。仕事は忙しいが家族も大切にしている。照明技師として働いている。
古賀春生
声 - 吉野裕行
武藤家の隣に住んでいる、レコード採集が趣味の少年。歩の陸上部に所属していたが、スランプから引きこもるようになった。歩からは先輩と慕われている。
三浦七海
声 - 森なな子
武藤家の近所に住んでいる、歩にとっての師匠的存在。格闘技が趣味。
カイト
声 - 小野賢章
登録者数700万人を誇る人気ユーチューバー。沖縄の沈没を真っ先に伝える。
疋田国夫
声 - 佐々木梅治
山梨郊外に位置するスーパーの店主。数年前に一人息子を亡くしている。
室田叶恵
声 - 塩田朋子
夫の死後に立ち上げたコミュニティ「シャンシティ」で、死者の声を聞くことのできる霊媒師として組織全体を支えている。大地という息子がいる。
浅田修
声 - 濱野大輝
室田叶恵の秘書兼マネージャー。
ダニエル
声 - ジョージ・カックル
大道芸人。漂流の果てに日本にやって来た。
大谷三郎
声 - 武田太一
八百長問題で角界を追われた元関取。自分に第二の人生を与えた叶恵に感謝している。
小野寺俊夫
田所雄美博士と共に日本沈没説を提唱し続けた潜水艇操縦士。何らかの原因で半身不随となり、シャンシティの医務室にいた所を歩に発見される。

## スタッフ
- 原作 - 小松左京「日本沈没」[3]
- エグゼクティブプロデューサー - 勝股英夫、佐藤光紀、中沢敏明、香田哲朗、湯浅政明、星野晃志、小原康平、高橋武生
- プロデューサー - 厨子健介、上木則安、松村一人、Eunyoung Choi
- 脚本 - 吉高寿男[3]
- 音楽 - 牛尾憲輔[3]
- キャラクターデザイン - 和田直也[3]
- フラッシュアニメーションチーフ - Abel Gongora
- プロップデザイン - 朝井聖子
- 監督/設定補佐 - 江﨑好絵
- 美術監督 - 赤井文尚、吉川洋史、伊東広道
- 色彩設計 - 橋本賢[3]
- 撮影監督 - 久野利和[3]
- 音響監督 - 木村絵理子[3]
- 編集 - 廣瀬清志[3]
- 制作プロデューサー - チェ・ウニョン
- シリーズディレクター - 許平康[3]
- 監督 - 湯浅政明[3]
- アニメーション制作 - サイエンスSARU[3]
- 製作 - "JAPAN SINKS:2020" Project Partners（エイベックス・ピクチャーズ、GANMA! KUROFUNE, SEDIC-DILON, アカツキ、サイエンスSARU、MANGAMO、中央映画貿易、オデッサ・エンタテインメント、アリスト）

## 主題歌

### オープニングテーマ
「a life」
歌 - 大貫妙子・坂本龍一/ 作詞 - 大貫妙子/ 作曲 - 坂本龍一

### グランドエンディングテーマ
「景色」
歌 - 花譜/ 作詞・作曲・編曲 - カンザキイオリ
第10話のみの限定エンディング。

## 各話リスト
| 話数   | サブタイトル         | 脚本     | 絵コンテ                                         | 演出                                      | 作画監督                                                |
| ------ | -------------------- | -------- | ------------------------------------------------ | ----------------------------------------- | ------------------------------------------------------- |
| 第1話  | オワリノハジマリ     | 吉高寿男 | 和田直也                                         | 和田直也、長友孝和                        | 和田直也                                                |
| 第2話  | トウキョーサヨウナラ | 吉高寿男 | 江﨑好絵、湯浅政明                               | 川畑喬                                    | 長田絵里                                                |
| 第3話  | マイオリタキボウ     | 吉高寿男 | 仲澤慎太郎、木村とうま 江﨑好絵、湯浅政明        | 長友孝和、蓮谷トヲル                      | Park Ma Kan                                             |
| 第4話  | ヒラカレタトビラ     | 吉高寿男 | 中村謙一郎、木村とうま 江﨑好絵、許平康 湯浅政明 | 村田尚樹                                  | 鐘文山、服部益美 西川真人、南伸一郎                     |
| 第5話  | カナシキゲンソウ     | 吉高寿男 | 竹下良平、湯浅政明 江﨑好絵、木村とうま          | 高木真司                                  | Park Ma Kan                                             |
| 第6話  | コノセカイノオワリ   | 吉高寿男 | 本間晃                                           | 本間晃                                    | 本間晃                                                  |
| 第7話  | ニッポンノヨアケ     | 吉高寿男 | 阿部英明                                         | 阿部英明                                  | 阿部英明、新井貴宏                                      |
| 第8話  | ママサイテー         | 吉高寿男 | 長友孝和、湯浅政明                               | 長友孝和                                  | モコ                                                    |
| 第9話  | ニッポンチンボツ     | 吉高寿男 | 川畑喬、湯浅政明                                 | 高木真司、蓮谷トヲル Kim Hee kang         | Kwon Yong sang、Won Eun sook Kim Young sub              |
| 第10話 | ハジマリノアサ       | 吉高寿男 | 許平康、江﨑好絵 橋本拓明                        | 徳野雄士、長友孝和 江﨑好絵、Kim Hee kang | Kim Hee kang、Kwon Yong sang Won Eun suk、Kim Young sub |

## メディアミックス
映画『日本沈没2020 劇場編集版-シズマヌキボウ-』
2020年11月13日に全国公開された映画作品。配信版のストーリーを短く再編集している。
漫画『日本沈没2020』
渡邉健一によるコミカライズ版。コミックスマートが運営するウェブコミック配信サイト『GANMA!』にて連載された。
小説『日本沈没2020』
文春文庫より配信に先立って刊行されたノベライズ版。作者はアニメの脚本を担当した吉高寿男。

## 評価
「震災に対する冒涜」「原作への冒涜」「反日」など批判意見が散見された。アニメ監督の山本寛は「カルトムービーとして観ればかなりのケッサク（傑作とは書かない）」としている。
ソウル在住の映画プロデューサー・韓国映画ライターである土田真樹は本作を高く評価し「ツッコミどころは数あれど、「日本沈没2020」はユニークな作品」としている。
2020年、日本で最も勢いのあった（配信直後から視聴数に伸びがあった）アニメ作品TOP10で1位に輝く。
第24回文化庁メディア芸術祭アニメーション部門の審査委員会推薦作品に選出される。2021年6月にはアヌシー国際アニメーション映画祭でテレビシリーズ部門の審査員賞を受賞した（第1話が対象）。